# Saint-Cyr-du-Gault
Saint-Cyr-du-Gault és un municipi francès, situat al departament del Loir i Cher i a la regió de Centre – Vall del Loira. L'any 1019 tenia 175 habitants.

## Demografia
El 2007 tenia 182 persones. Hi havia 84 famílies i 100 habitatges, habitatges principals, 10 segones residències i 4 desocupats.
La població ha evolucionat segons el següent gràfic:

## Economia
El 2007 la població en edat de treballar era de 121 persones, 93 eren actives i 28 eren inactives. Hi havia una empresa de fabricació de productes industrials, dues empreses de construcció i una empresa classificada com a «altres activitats de serveis».
L'any 2000 hi havia 14 explotacions agrícoles.